# Майр, Карл
Карл Майр (нем. Karl Mayr; 5 января 1883, Миндельхайм — 9 февраля 1945, Бухенвальд) — немецкий офицер и политик. После Ноябрьской революции в 1918 году Майр работал в Баварии на разведку рейхсвера. Майр завербовал Адольфа Гитлера шпионить на собраниях Немецкой рабочей партии, впоследствии НСДАП и поэтому считается одним из лиц, оказавших решающее влияние на политическую карьеру Гитлера. Впоследствии Майр пересмотрел свои политические убеждения и вступил в прореспубликанский Рейхсбаннер.

## Биография
Карл Майр — сын советника суда Альберта Майра. Окончив вильгельмовскую гимназию в Мюнхене, 14 июля 1901 года Карл Майр в звании фанен-юнкера поступил на службу в 1-й королевский пехотный полк баварской армии. Обучался в военной школе и в 1903 году получил звание лейтенанта. В 1909 году получил назначение адъютантом полка. В 1913 году поступил в Баварскую военную академию, в 1914 году с началом Первой мировой войны досрочно завершил образование после первого курса с присвоением звания обер-лейтенанта. Был мобилизован и некоторое время служил наблюдателем лётного отделения 2-го армейского корпуса, затем вернулся в свой полк и участвовал в боях в Лотарингии и Франции. В мае 1915 года после образования 1-й горнострелковой бригады Карл Майр был переведён на службу в её штаб и 1 июня 1915 года получил звание капитана. С сентября 1916 по январь 1918 года Майр находился на должности офицера генерального штаба при альпийском корпусе. Позднее Майр был назначен командиром 2-го горнострелкового батальона, а 13 марта 1918 года был назначен командовать 1-м королевским горнострелковым батальоном. В июле 1918 года Майр был командирован в германскую военную миссию в Турции. С 20 июля по 15 октября 1918 года Майр служил там в войсковой группе «Ост» и турецкой исламской армии.
Вскоре после окончания войны с 1 декабря 1918 года Майр некоторое время служил командиром роты баварского пехотного полка при военном министерстве Баварии. С 15 февраля 1919 года Майр демобилизовался и с середины апреля по май 1919 года в Баварской советской республике работал на Общество Туле, завербовался добровольцем во фрайкор и собирал разведданные политического и военного характера о положении советской республики в Мюнхене. С 30 мая Майр руководил отделом пропаганды Ib/P в службе разведки и связи командования 4-й группы под командованием генерал-майора Арнольда фон Мёля, «временного рейхсвера» в Баварии. На этой должности Майр поддерживал контакты с антикоммунистическими, антисемитскими и сепаратистскими группировками и лицами в Баварии. В задачи Майра входила организация просветительских курсов для командиров и агентов группы для их пропагандистской подготовки. Благодаря Майру Адольф Гитлер с 10 по 19 июля по рекомендации пункта по расформированию 2-го пехотного полка «старой армии» являлся слушателем третьего «антикоммунистического просветительского курса» в Мюнхене.
22 июля Майр направил Гитлера на службу в просветительскую команду, занимавшуюся пропагандистской обработкой солдат и военнопленных в лагере рейхсвера в Лехфельде, попавших под влияние большевизма и спартакистов. Гитлера также направляли на собрания многочисленных политических партий, возникших в это время в Мюнхене. 12 сентября 1919 года по заданию Майра Гитлер присутствовал на собрании  Немецкой рабочей партии. Гитлер произвел впечатление на основателя партии Антоном Дрекслера  своими националистическими, антисемитскими и анти-марксистскими взглядами и получил предложение вступить в партию. 12 сентября 1919 года Гитлер принял предложение.  
В марте 1920 года Майр направил Гитлера, Эккарта и Грейма в Берлин вести для него на месте наблюдение за развитием Капповского путча. Спустя несколько месяцев, 8 июля 1920 года Майр по собственному желанию вышел в отставку с майорской должности в генеральном штабе 7-го военного округа. Некоторые данные свидетельствуют о том, что Майр оказался замешанным в сепаратистские планы влиятельного политика из Баварской народной партии Георга Гейма и его доверенного лица графа Карла фон Ботмера. Впоследствии Майр вступил в НСДАП и занял должность первого редактора по внешнеполитическим вопросам в газете Völkischer Beobachter. В марте 1921 года Майр вышел из партии. Осенью 1921 года Майр дистанцировался от слухов о его участии в путче, который якобы готовили патриотические организации и окружение Эриха Людендорфа с целью реставрации монархии Виттельсбахов в Баварии и передавал властям и социал-демократическое издание Münchener Post компрометирующие материалы. В начале 1923 года Майр раскрыл связи французского офицера Августина Ксавьера Рихерта с баварскими сепаратистами и выступил свидетелем обвинения на последовавшем судебном процессе над Георгом Фуксом. К этому времени Майр уже был умеренным республиканцем и был отвергнут в «народных кругах».
В 1925 году Карл Майр вступил в СДПГ. После публикации критической статьи о «мемуарах одного баварского офицера» Майра исключили из офицерского объединения 1-го пехотного полка. Майр познакомился с либеральным историком Хансом Дельбрюком, который стал помогать ему с публикациями. Майр ассистировал Дельбрюку с его экспертизой для мюнхенского процесса об ударе ножом в спину. Во второй половине 20-х годов Майр выступал с речами перед общественностью в связи с организацией прореспубликанского Рейхсбаннера и работал редактором в социал-демократической прессе. В 1932 году Майр оказался вовлечённым в скандал с командиром штурмовых отрядов Эрнстом Юлиусом Рёмом, сделав достоянием публики содержание своих разговоров с ним в Берлине. Рём делился с Майром информацией о своих противниках внутри партии, которую антинацистская пресса использовала в своей пропагандистской кампании.
После прихода национал-социалистов к власти в Германии Карл Майр весной 1933 года эмигрировал во Францию. После Французской кампании вермахта Майр был арестован гестапо в Париже и депортирован в Германию, где в 1941 году был помещён в концентрационный лагерь Заксенхаузен. Умер в концлагере Бухенвальд при невыясненных обстоятельствах. Политическая фигура Карла Майра оценивается по-разному. Коммунистическая пресса Веймарской республики подозревала, что Карл Майр остался убеждённым национал-социалистом и стал французским шпионом. Пацифисты Карл фон Осецкий или Фриц Кюстер видела в Майре закулисного проводника милитаристской политики Рейхсбаннера и СДПГ. Историки ГДР исходили из того, что Майр вступил в СДПГ, чтобы по заданию рейхсвера разведать оборонительную политику социал-демократов. Историк Беньямин Циман считает такие оценки преувеличенными из-за резкой смены Майром своих политических взглядов и склонности к полемическим выступлениям.

## Сочинения
- Sozialdemokratie und Wehrprogramm. Grundsätzliche Betrachtung. Von Karl Mayr, vormals Generalstabsoffizier beim Deutschen Alpenkorps